# Pinks and Greens

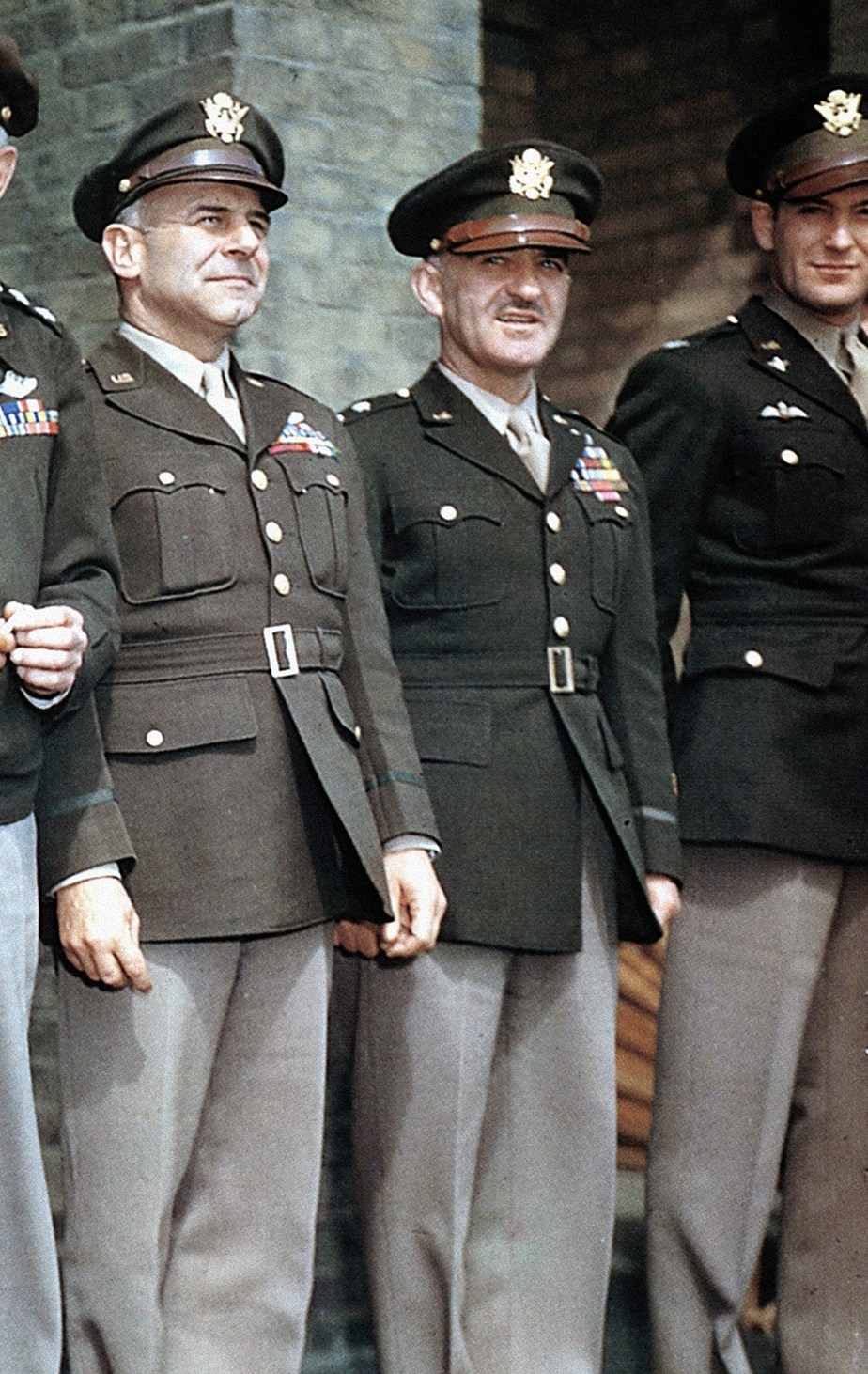
Offiziere der US Army Air Forces, welche die Pinks and Greens tragen (Zweiter Weltkrieg)

„Pinks and Greens“ und „Army Greens“ sind umgangssprachliche Wörter für die Winterausführung der Dienstuniform der US Army des frühen 20. Jahrhunderts und der ähnlichen, neu eingeführten Dienstuniform des frühen 21. Jahrhunderts.

## Pinks and Greens
Die Pinks and Greens-Uniform wurde in den 1920er Jahren eingeführt und bestand aus einer bräunlich-grünen Uniformjacke („Greens“) und einer hell gefärbten Uniformhose mit leichtem Pinkstich („Pinks“). 
Accessoires, die bis 1942 unter anderem den sogenannten Sam-Browne-Gürtel beinhalteten, waren aus braunem Leder gefertigt. 1944 wurde eine optionale Feldjacke eingeführt, oft aufgrund ihrer Assoziation mit US-Präsident Dwight D. Eisenhower „Ike Jacket“ genannt.
Ab 1948 war das Tragen der Uniform Offizieren nur noch außerhalb des Dienstes und bei inoffiziellen Abendveranstaltungen gestattet. 
Am 1. Februar 1958 wurde das Tragen der Uniform für Offiziere der aktiven Streitkräfte der US Army verboten, woraufhin auch die US-Nationalgarde das Tragen durch ihre Offiziere am 1. Oktober 1959 verbot.
Die Pinks and Greens werden oft als eine der auffälligsten und eindrucksvollsten Uniformen beschrieben, welche die US Army je verwendete.

## Army Green Service Uniform

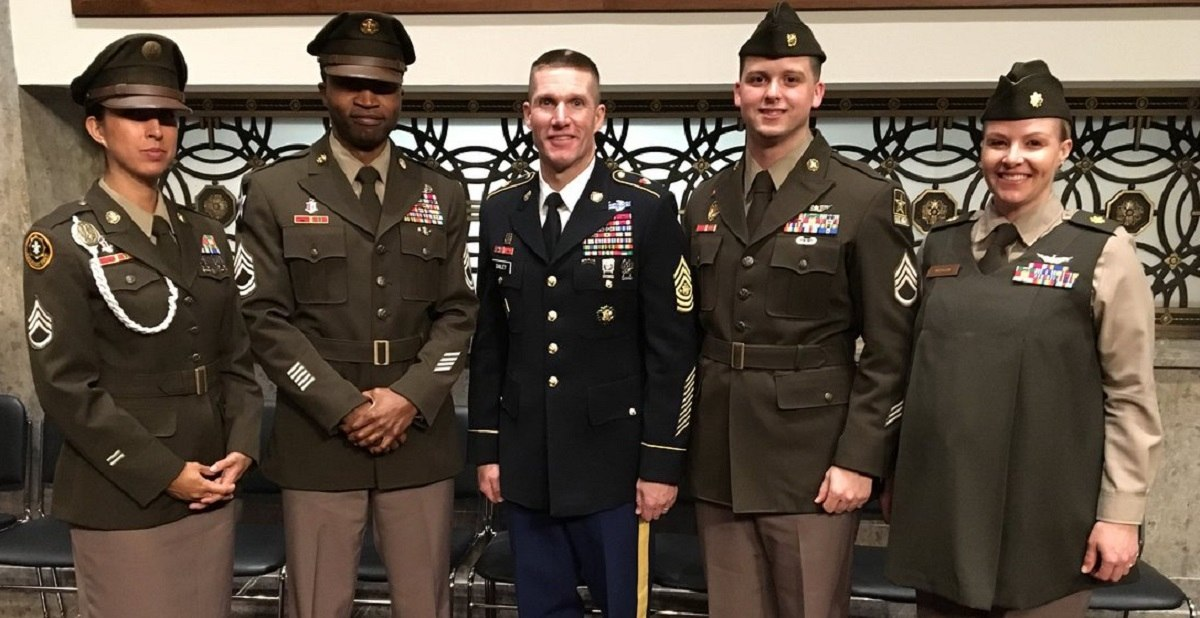
Die neue Army Service Uniform (Dienstuniform des Heeres) wird als genereller Dienstanzug dienen, während die Army Blue Service Uniform (Bild Mitte) nur noch für zeremonielle Anlässe Gebrauch finden wird.

Nach 60 Jahren, am 11. November 2018, gab die US Army bekannt, dass sie ab 2020 eine neue Uniform nach dem Vorbild der Pinks and Greens einführen wolle, mit der Intention, sie bis 2028 vollständig eingeführt zu haben. Die Entscheidung für diese neue Uniform wurde getroffen, um die Lücke zwischen der formalen „Army Blues“-Uniform und dem Kampfanzug der US Army zu füllen, die durch die Außerdienstnahme des ehemaligen Grünen Dienstanzugs („Army Greens“) geschaffen wurde, der von 1954 bis 2015 in Verwendung war. 
Die Blaue Dienstuniform („Army Blues“) wurde mit dieser Änderung wieder zu einer reinen Zeremonialuniform.
Nach Aussage von Sergeant Major of the Army Daniel A. Dailey wird die neue Designation der Uniform „Army Green Service Uniform“ („Grüner Dienstanzug“) lauten und nicht den Namen der Pinks and Greens übernehmen.